# Думаче
Думаче су насељено место у саставу града Петриње, Република Хрватска.

## Становништво
Насеље је према попису становништва из 2011. године имало 272 становника.
| Националност       | 1991.       |
| Хрвати             | 87 (98,86%) |
| Срби               | 1 (1,13%)   |
| Југословени        | 0           |
| остали и непознато | 0           |
| Укупно             | 88          |